# Black Entertainment Television
Black Entertainment Television (BET) är en Viacom-ägd kabel-TV-kanal som riktar in sig på en ung afroamerikansk publik. BET sänder humor, musik, religion, talkshows och aktualitetsprogram. Kanalen når i dagsläget 90 miljoner amerikanska hushåll (USA och Kanada) och är därmed ett väletablerat varumärke. Under en stor del av dygnet sänder BET musikvideor då med fokus på afroamerikansk musik som rap, hip hop och rnb. Under dygnets tidiga timmar sänder BET kristna program, ofta med gospelmusik. Flaggskeppet i kanalen är den dagliga eftermiddagsshowen 106 and Park som direktsänds från en studio på Manhattan med samma adress. Kanalen lanserades den 25 januari 1980 av dess dåvarande ägare Robert L. Johnson.

## BET International
BET sänder även i en brittisk version under namnet BET International som även når tittare i vissa andra europeiska och afrikanska länder. Utbudet består till största del av samma programtitlar som på originalversionen. BET International distribueras av bland andra Sky och FreeSat i Storbritannien. Kanalen sänder fritt på satellit och kan även tas emot i Sverige.

## Nischkanaler
I digitala amerikanska kabelnät sänder BET sina digitala nischkanaler BET Hip Hop och BET Gospel som båda visar musikvideor i respektive genre. Kanalerna har betydligt mindre spridning än huvudkanalen och distribueras i första hand i städer med en stor afroamerikansk andel av befolkningen.